# Tasovice nad Dyjí

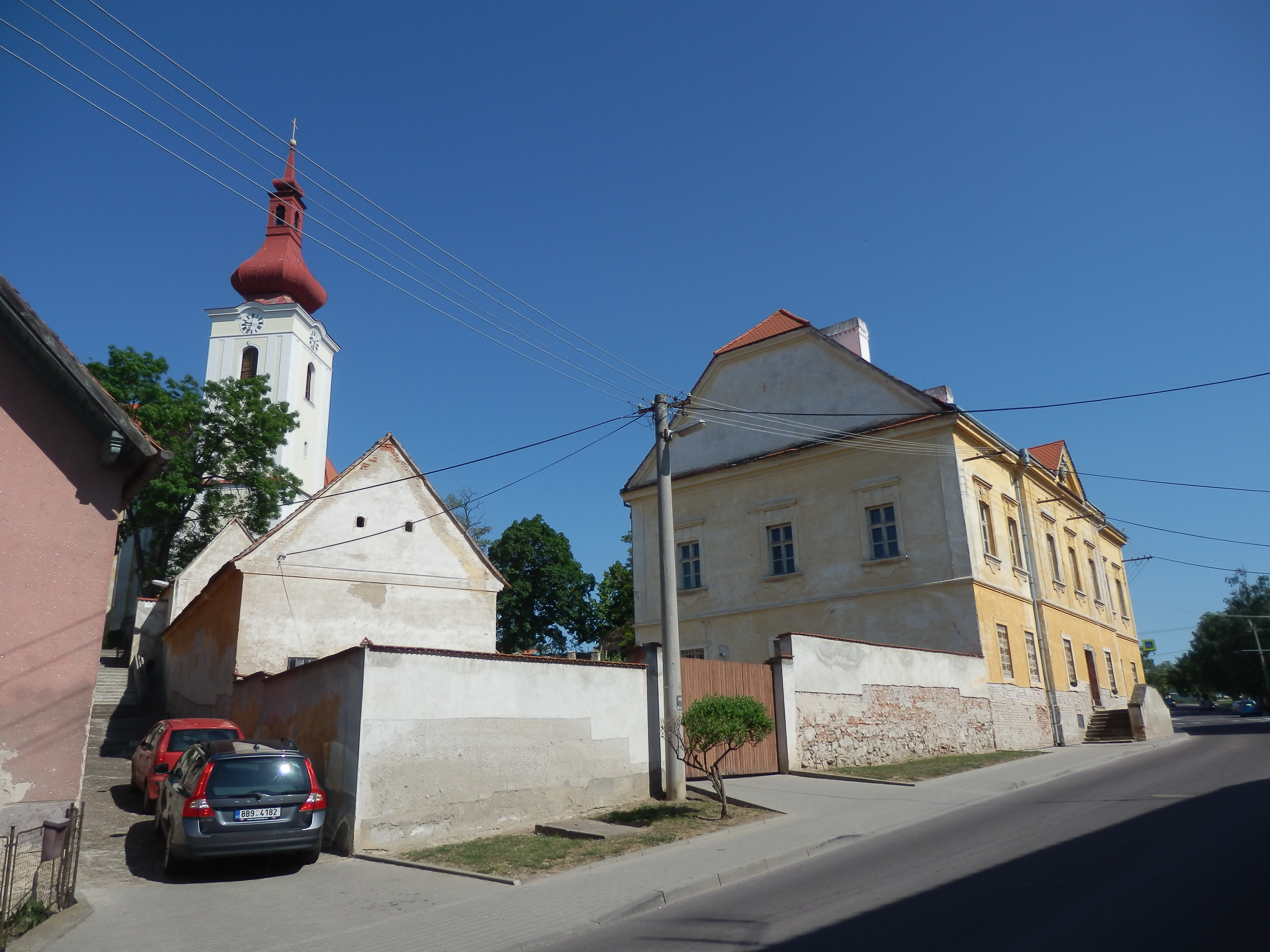
Pfarrhaus und Kirche Mariä Himmelfahrt

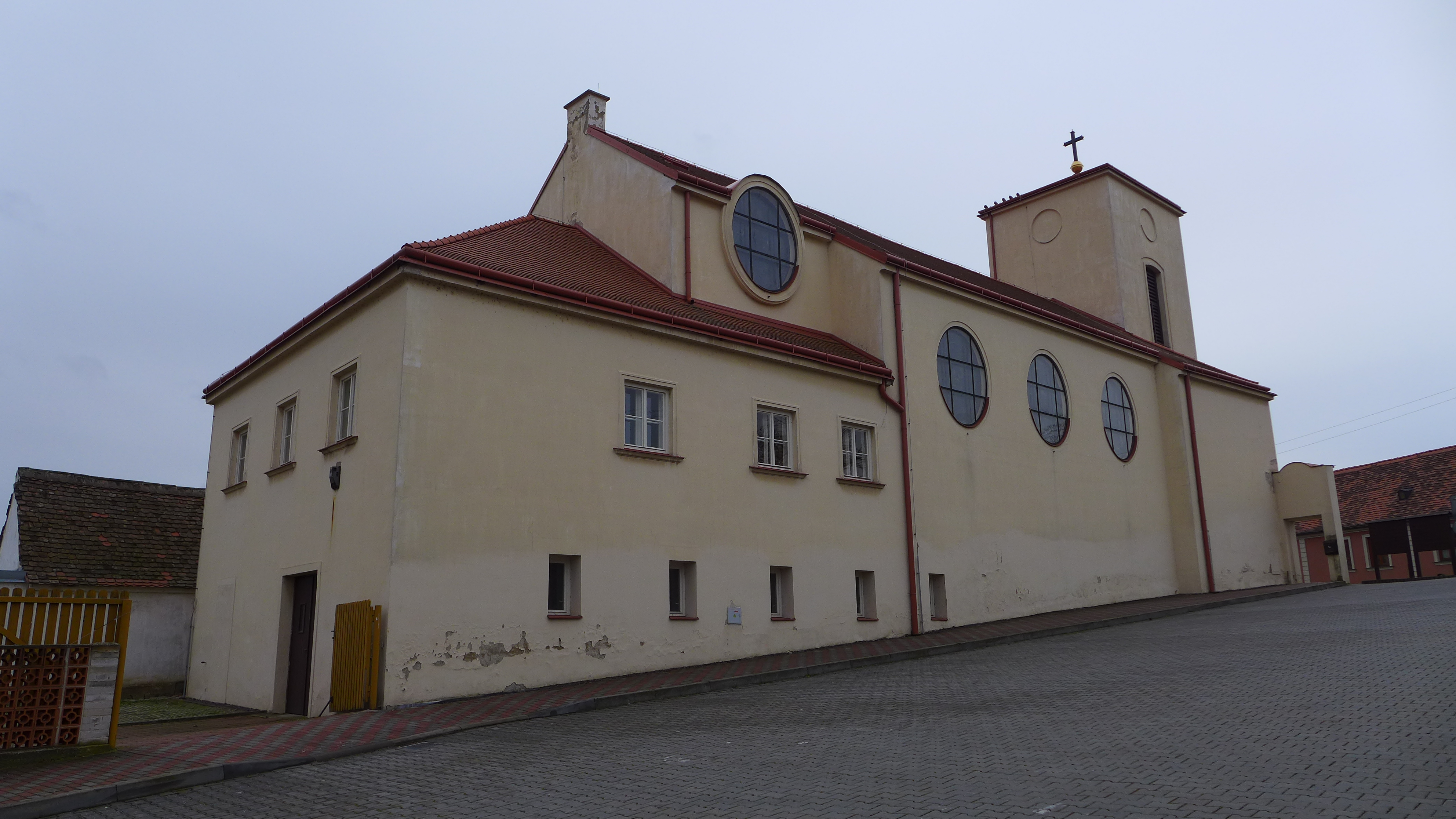
Kirche des hl. Klemens Maria Hofbauer

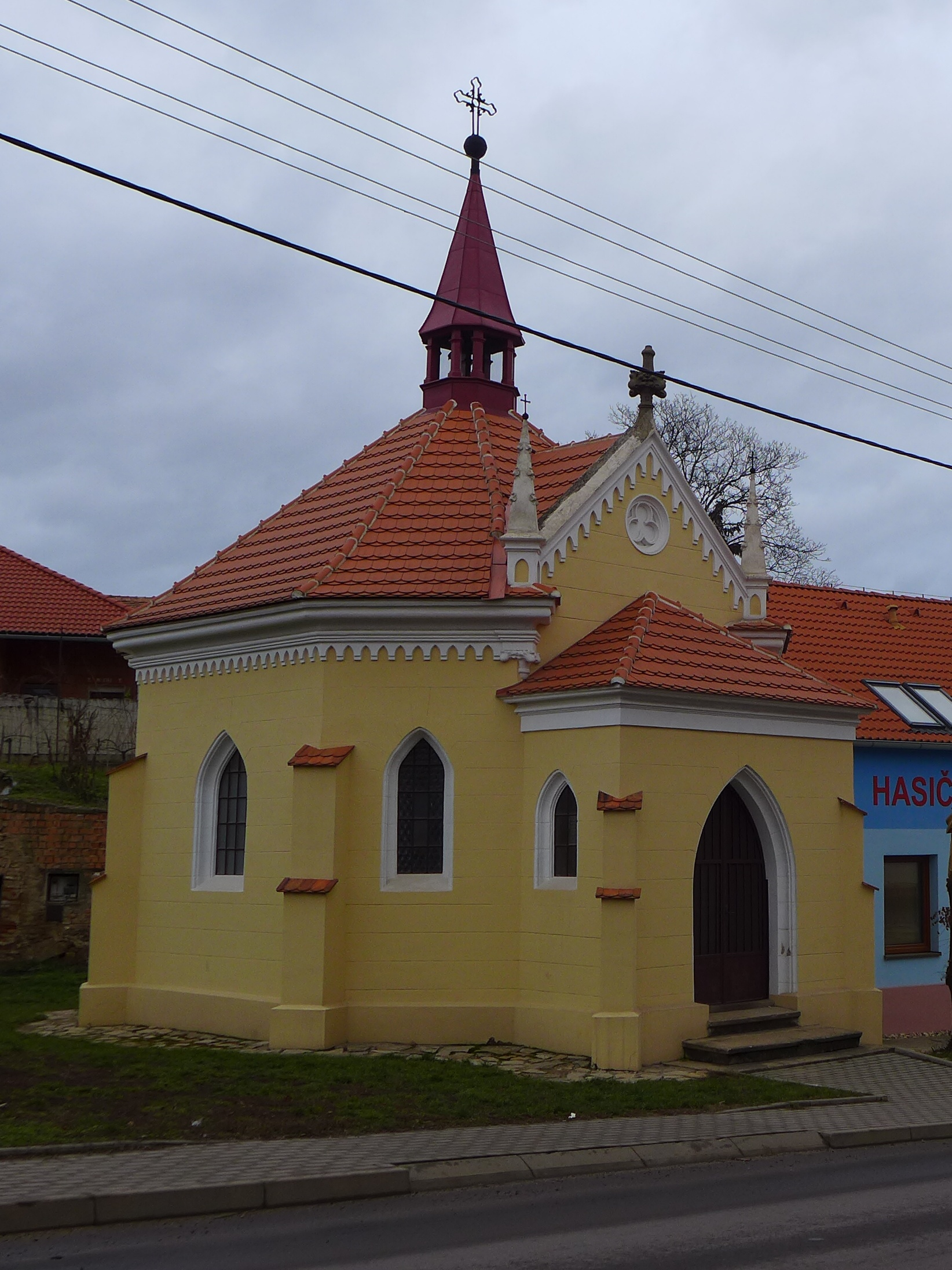
Kapelle des hl. Klemens

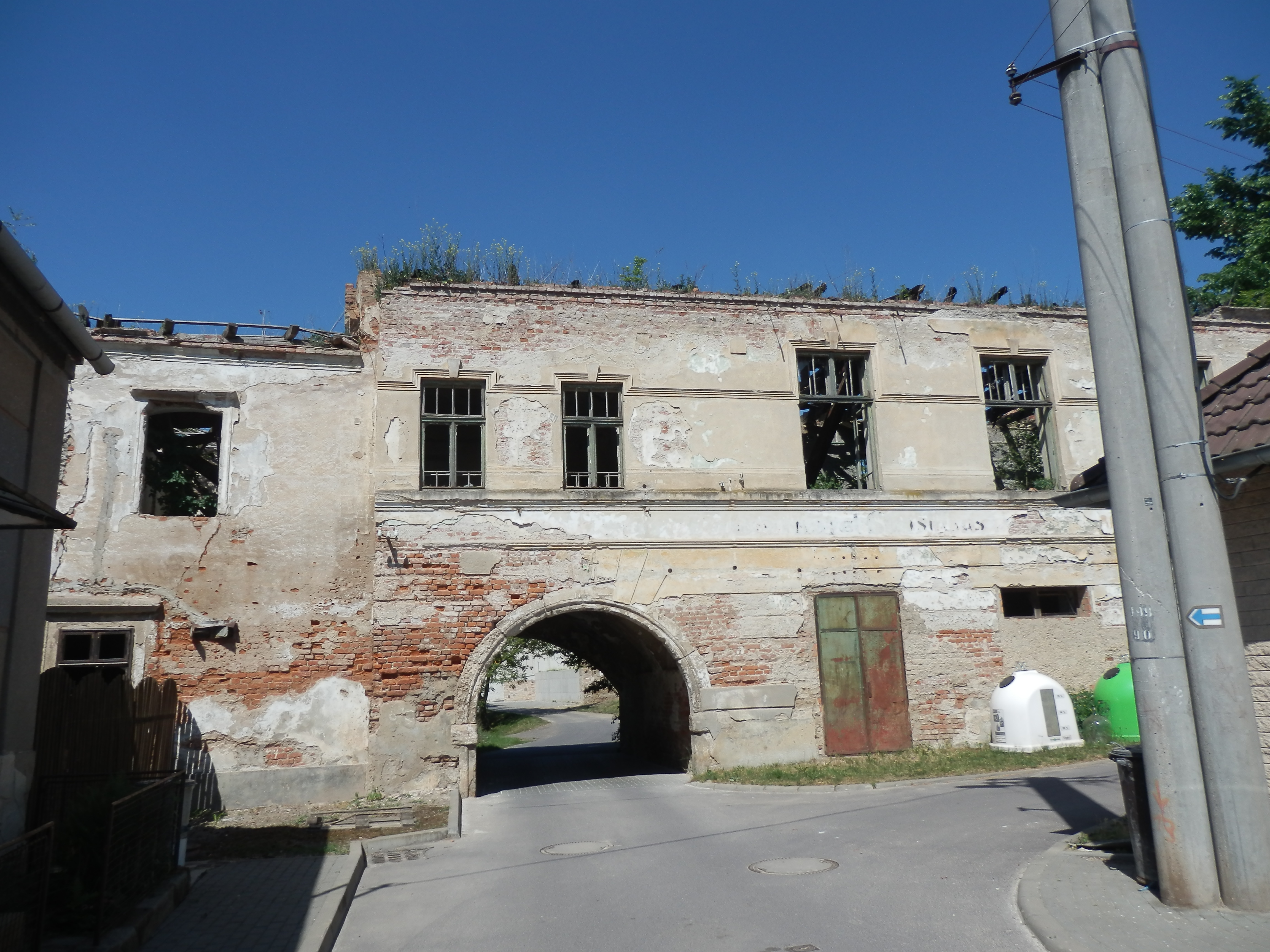
Ehemaliges Kloster

Tasovice (deutsch Taßwitz) ist eine Gemeinde im Okres Znojmo in Tschechien. Der Ort liegt in Südmähren am linken Ufer der Thaya, nahe der Grenze zu Niederösterreich. Das Dorf wurde als Dreieckangerdorf angelegt.

## Geschichte

Geburtshaus von Klemens Maria Hofbauer

Die Anlage des Ortes und die bis 1945 gesprochene bairisch-österreichische Ui-Mundart mit ihren speziellen Kennwörtern weisen darauf hin, dass die Siedler aus dem österreichischen bzw. süddeutschen Raum stammten. Die erste urkundliche Erwähnung des Ortes war am 12. Juli 1234. Die Schreibweise des Ortes änderte sich im Laufe der Jahre mehrmals. So schrieb man 1238 „Tassowicz“, 1363 „Tosswicz“ und bereits ab 1672 „Taßwitz“. Von 1299 bis zum Ende des 18. Jh. war der Ort unter zwei Herrschaften geteilt. Der größere Teil der Ortschaft gehörte zur Herrschaft des St. Clara Klosters in Znaim und der andere Teil zum Kloster Bruck. Im Jahre 1578 ließen sich Täufer in der Ortschaft nieder. Diese wurden während des Dreißigjährigen Krieges im Jahre 1622 aus Südmähren vertrieben und zogen meist nach Siebenbürgen weiter. Ab dem Jahre 1669 ist ein Schulmeister im Ort belegt. Am 26. Dezember 1751 wurde Klemens Maria Hofbauer in Taßwitz geboren. Aufgrund seines Wirkens wurde er im Jahre 1909 heiliggesprochen und war bis 1945 der Schutzpatron Südmährens. Als beide Klöster im Zuge der Josephinischen Reformen aufgelöst wurden, entstand aus den Gütern des Clarissinnenklosters das Gut Taßwitz-St. Clara, zu dem neben dem Anteil von Taßwitz noch die Dörfer Weirowitz und Stupeschitz gehörten. Der Brucker Anteil wurde Teil des Gutes Klosterbruck. 1796 wurde die Amtsverwaltung in Taßwitz aufgehoben und das Gut Taßwitz-St. Clara mit dem Gut Klosterbruck zusammengelegt.
Im Jahre 1801 wütete ein Brand und zerstörte fast die gesamte Ortschaft. Während des Fünften Koalitionskrieges besetzten 1809 die Franzosen den Ort. Am 2. Januar 1827 verkaufte die mährisch-schlesische Staatsgüterveräußerungskommission die Herrschaft Klosterbruck mit den angeschlossenen Gütern Taßwitz-St. Clara und Alt-Schallersdorf an die Wiener Bankiers Karl Emanuel und Leopold von Liebenberg de Zsittin. In der Revolution von 1848/49 wurde der Taßwitzer Vinzenz Schnattinger ein Hauptmann der Studentischen Legion in Wien. Erst nach der allgemeinen Amnestie, nach dem Ende der Revolution, kehrte er nach Taßwitz zurück. Im Preußisch-Österreichischen Krieg besetzten preußische Soldaten den Ort, ohne Schaden zu verursachen. Bereits im Jahre 1886 ist eine Freiwillige Feuerwehr in Taßwitz gegründet worden. 1888 kam es zu einem Hochwasser. Eine 120 m lange Thayabrücke wurde im Jahre 1900 fertiggestellt.
Nach dem Ersten Weltkrieg und dem Vertrag von Saint-Germain, 1919, wurde der Ort, der ausschließlich von Deutschsüdmährern bewohnt war, Bestandteil der neuen Tschechoslowakischen Republik. Durch die Trennung zu den Wiener Absatzmärkten kam es in Taßwitz in der Zwischenkriegszeit zu wirtschaftlichen Schwierigkeiten. Die Gemeinde organisierte daraufhin den Direktverkauf von Schweinefleisch und die Eröffnung von Buschenschänken. Die Elektrifizierung des Ortes erfolgte im Jahre 1928. Ein Jahr später verursachte ein Unwetter schwere Schäden im Ort. Nach dem Gemeinderatswahlen im Jahre 1936 werden die deutschen Mandate von der Aufsichtsbehörde nicht bestätigt. Erst ein Jahr später konnte der Bürgermeister sein Amt antreten. Nach dem Münchner Abkommen  kam der Ort 1938 an das Deutsche Reich und wurde ein Teil des Reichsgaues Niederdonau. Von 1939 bis 1945 bildete Taßwitz zusammen mit dem Nachbarort Hödnitz die Gemeinde Kirschfeld. In den letzten Tagen des Krieges wurde die Thayabrücke von der Wehrmacht gesprengt.
Nach dem Ende des Zweiten Weltkrieges – der 102 Opfer gefordert hatte – wurden die im Münchener Abkommen an Deutschland übertragenen Territorien wieder der Tschechoslowakei zugeordnet. Viele der Deutschsüdmährer flohen vor den einsetzenden Exzessen durch militante Tschechen über die Grenze nach Österreich oder wurden hinüber getrieben. Dabei kam es zu sechs Ziviltoten.  Bis auf sechs Personen wurden die letzten 23 Deutschsüdmährer zwischen Juni und September 1946 zwangsausgesiedelt. Das Vermögen der deutschen Ortsbewohner wurde durch das Beneš-Dekret 108 konfisziert, die katholische Kirche in der kommunistischen Ära enteignet. Die in Österreich befindlichen Ortsbewohner wurden bis auf ungefähr 33 Prozent, in Übereinstimmung mit den ursprünglichen Überführungs-Zielen der Potsdamer Erklärung, nach Deutschland weiter transferiert.
Matriken werden seit 1677 geführt. Alle Geburts-, Trauungs- und Sterbematriken bis zum Jahre 1949 befinden sich im Landesarchiv Brünn.

## Wappen und Siegel
Während des 17./18. Jh. führte Taßwitz gleich zwei Siegel. Für die Untertanen des St. Clara-Klosters Znaim gab es ein Rundsiegel, welches ein Pflugmesser und ein Winzermesser in einem gespaltenen Schild zeigt. Das Siegel der Untertanen des Klosters Bruck zeigte zusätzlich im unteren Bereich des Schildes die Initiale „W“.
Nach 1848 wurde aus dem Winzermesser im Siegel eine Pistole. Die Gründe hierfür sind unbekannt. Ab dem Jahre 1920 war das Siegel zweisprachig.

## Bevölkerungsentwicklung
| Volkszählung | Einwohner gesamt | Volkszugehörigkeit der Einwohner | Volkszugehörigkeit der Einwohner | Volkszugehörigkeit der Einwohner |
| Jahr         | Einwohner gesamt | Deutsche                         | Tschechen                        | Andere                           |
| ------------ | ---------------- | -------------------------------- | -------------------------------- | -------------------------------- |
| 1880         | 1215             | 1215                             | 0                                | 0                                |
| 1890         | 1203             | 1198                             | 5                                | 0                                |
| 1900         | 1281             | 1279                             | 1                                | 1                                |
| 1910         | 1407             | 1406                             | 0                                | 1                                |
| 1921         | 1498             | 1423                             | 38                               | 37                               |
| 1930         | 1493             | 1465                             | 16                               | 12                               |

## Sehenswürdigkeiten
- Pfarrkirche Mariae Himmelfahrt (1234) Hochaltarbild von Matthias Adolf Charlemont, Erhöhung des Kirchturms auf 56 m (1900)
- Pfarrhof (1780)
- Klemens-Kirche: (1933) an der Geburtsstätte des hl. Klemens erbaut, Altarrelief von Othmar Hillitzer
- Kloster der St. Hedwigsschwestern 1913, die Redemptoristen kauften die Anlage 1929 zurück, 1930 ließen sie einen Teil des Gebäudes abreißen für den Bau der Gedächtniskirche
- Marterl an der Naschetitzer Straße, Gabelung zum Sandfeldweg
- Kriegergedächtniskapelle (1925)

## Söhne der Gemeinde
- Matthias Jeßwagner (1714–1772), Orgelbauer
- Johann Jahn (1750–1816), katholischer Theologe und Orientalist.
- Klemens Maria Hofbauer (1751–1820), Heiliger und Schutzpatron Südmährens.

## Brauchtum
Reiches Brauchtum bestimmte den Jahresablauf der 1945/46 vertriebenen, deutschen Ortsbewohner:
- Traditionsgemäß war der Kirtag immer zu Maria Himmelfahrt (15. August).
- Zu Silvester wurden Volksstücke und Lustspiele aufgeführt.